# Catherine Coutelle
 (août 2023).
Catherine Coutelle, née le 2 avril 1945 à La Sauvagère (Orne), est une femme politique française, ancienne députée de la Vienne.

## Biographie
Enseignante et formatrice à la retraite, elle est élue députée le 17 juin 2007, pour la XIIIe législature (2007-2012), dans la 2e circonscription de la Vienne. Elle est réélue le 17 juin 2012. Elle fait partie du groupe Socialiste, radical et citoyen.
Conseillère municipale (1983-1989), puis adjointe au maire (1989-2008) de Poitiers, elle est aussi vice-présidente de la communauté d'agglomération de Poitiers (1989-2008) et présidente (1995-2004), puis vice-présidente, du réseau national « Femmes en mouvement, les transports au féminin » dépendant du Groupement des autorités responsables de transport (GART).
Elle préside la Délégation aux droits des femmes et à l’égalité des chances entre les hommes et les femmes.

## Informations générales

### Formation
- Maîtrise d'histoire. CAPES d'histoire-géographie
- Enseignante d'histoire-géographie
- Formatrice IUFM
- Directrice de site IUFM (1994-1997) et chargée des relations internationales IUFM (1995-2003)

### Engagements et mandats
- Membre du PSU (1968-1971)
- Syndiquée UNEF puis SNES
- Adhérente du Parti Socialiste de 1983 à 2017

- Présidente du centre socio-culturel des 3 cités à Poitiers (1977-1983)
- 1985 : candidate aux élections cantonales (canton de Poitiers IV)
- 14/03/1983 – 19/03/1989 : conseillère municipale de Poitiers (Vienne) chargée de la politique des quartiers
- 20/03/1989 – 18/03/2001 : adjointe au maire de Poitiers et vice-présidente du district de Poitiers, chargée des déplacements
- Vice-présidente du GART (Groupement des Autorités responsables de transport) (1995-2001)
- Juin 1999 : Candidate à la 40e position sur la liste PS-MDC-PRG conduite par François Hollande aux élections européennes
- 19/03/2001 – Mars 2008 : adjointe au maire de Poitiers et vice-présidente de la communauté d’agglomération de Poitiers chargée du développement économique, de l’Université et de l’Agence des Temps (2001-2008)